# Дламини, Николас
Николас Дламини (африк. Nicholas Dlamini; род. 12 августа 1995 в Кейптауне, ЮАР) — южноафриканский профессиональный  шоссейный велогонщик, выступающий за команду мирового тура «Qhubeka Assos».

## Достижения
2015
Чемпионат Африки
2-й  Командная гонка
1-й Мэйдэй Классик
3-й ПМД Классик
2016
9-й Пикколо Джиро ди Ломбардия
2017
Джиробио
1-й  Горная классификация
Чемпионат ЮАР U23
2-й  Индивидуальная гонка
5-й Тур Венгрии
6-й Гран-при Мармо
2018
Тур Даун Андер
1-й  Горная классификация